# José Félix Guerrero López
José Félix Guerrero López (Portugalete, 23 d'agost de 1975) és un exfutbolista basc, que ocupava la posició de migcampista. És germà del també futbolista Julen Guerrero.

## Trajectòria
Igual que el seu germà, José Félix Guerrero, o Txefe, es va formar a les categories inferiors de l'Athletic Club. Arriba a l'equip B la temporada 95/96, però no apelga a debutar amb el primer equip. L'estiu de 1996 és cedit a la SD Eibar, on qualla una bona temporada: 36 partits i 5 gols. Tot i això, no té lloc a l'Athletic.
Eixes xifres criden l'atenció d'equips de Primera, i és fitxat pel Racing de Santander, amb qui debuta a la màxima categoria la temporada 97/98. Eixe any realitza una campanya discreta, tot i gaudir de partits. La temporada 98/99 recala a la Reial Societat. A l'equip donostiarra hi va romandre tres anys, en els quals tot just va comptar, a causa de les lesions. De fet, la temporada 00/01 tan sols apareix 22 minuts sobre el camp.
L'estiu del 2001 retorna a la SD Eibar, i com en la primera etapa, realitza una bona temporada, tot marcant 6 gols en 38 partits. Però, no té continuïtat i marxa al Burgos CF, de Segona B, on jugarà un any abans de penjar les botes el 2003.